# Jean-Cyril Robin
Jean-Cyril Robin (Lannion, 27 agosto 1969) è un ex ciclista su strada francese.
Professionista dal 1991 al 2004, ricoprì a lungo ruoli di gregariato: ciò nonostante riuscì a concludere al terzo posto i campionati del mondo del 1999 e a vincere la Coppa di Francia nel 1992.

## Carriera
Originario della Bretagna, nelle categorie giovanili conseguì risultati quali la vittoria nel campionato nazionale allievi 1987 e la partecipazione ai campionati mondiali militari del 1988, conclusi al sesto posto. Passò professionista nel 1991 con la squadra francese Castorama, diretta da Cyrille Guimard e in cui militavano ciclisti come Laurent Fignon, Luc Leblanc, Thierry Marie e Bjarne Riis. Ottenne subito alcuni piazzamenti, come il terzo posto nella classifica generale del Tour d'Armorique e l'undicesimo al Grand Prix du Midi Libre.
Nel 1992, complice la partenza di alcuni grandi nomi della squadra come Riis e Fignon, riuscì ad avere più spazio e ottenne i suoi primi successi. Quell'anno si aggiudicò la Coppa di Francia dopo aver vinto il Grand Prix de la Ville de Rennes e aver ottenuto numerosi piazzamenti nelle altre prove del calendario di Coppa, quali il settimo posto nel Tour du Vendée, il sesto nel Trophée des Grimpeurs e il dodicesimo nella Parigi-Camembert e nel Grand Prix d'Isbergues. Fra gli altri risultati della stagione, fu quinto al Tour Méditerranéen e sesto al Tour du Limousin. Partecipò anche al suo primo Tour de France, concludendolo al quarantaquattresimo posto.
Nel 1993 vinse ancora il Tour d'Armorique, fu terzo nella Classique des Alpes, mentre al Tour de France si ritirò nel corso dell'undicesima tappa. L'anno dopo non partecipò al Tour, ma fu convocato per il Giro d'Italia, dove però non ottenne piazzamenti di rilievo. Nel resto della stagione ottenne il terzo posto nella seconda tappa della Regio-Tour e il secondo nella seconda tappa del Circuit de la Sarthe.
Nel 1995 passò alla Festina-Lotus con la quale tornò alla vittoria, in una tappa della Quattro giorni di Dunkerque; ottenne poi altri risultati, quali i due quinti posti nel Critérium du Dauphiné Libéré – ove sfiorò più volte il successo di tappa – e nella Route du Sud, l'ottavo nel Tour de l'Oise e nel Grand Prix du Midi Libre, oltre a concludere quinto al Trophée du Grimpeurs e ottavo nella Japan Cup. Nel 1996 non vinse, ma riuscì per la prima volta nella sua carriera ad entrare nei primi dieci della classifica generale in un Grande Giro, chiudendo in nona posizione il Giro d'Italia.
Nel 1997 passò alla squadra statunitense US Postal Service. Fra i vari piazzamenti della stagione vi fu il terzo posto nel Critérium du Dauphiné Libéré e il quinto nel Tour du Limousin; al Tour chiuse invece quindicesimo. Nell'annata successiva ottenne ancora una serie di piazzamenti nelle corse a tappe, fu quarto nella Vuelta a Galicia, decimo al Critérium du Dauphiné Libéré, nono alla Volta Ciclista a Catalunya, ma soprattutto sesto al Tour de France, per quello che resta il suo miglior risultato in una classifica generale di un Grande Giro. Fu peraltro ottavo al campionato nazionale in linea e nono al Trophée des Grimpeurs.
Nel 1999 vinse un paio tappe in corse non di primo piano, fu anche quinto al campionato nazionale, mentre al Tour de France sfiorò la vittoria nella diciannovesima tappa, conclusa al secondo posto. Fu quindi convocato per la prova in linea dei mondiali di Verona, ove riuscì a salire sul podio aggiudicandosi la medaglia di bronzo. Fra gli altri risultati del 1999, il decimo posto alla Milano-Torino e il quarto al Giro dell'Emilia.
Nel 2000 vinse il Prix du Leon e chiuse secondo il Tour du Limousin e il Tour du Finistère, mentre nel 2001 fu ancora secondo al Tor du Finistère e sesto nel Grand Prix d'Isbergues. L'anno dopo fu sesto nella Classique des Alpes, ottavo nella Quattro Giorni di Dunkerque e nono nella Route du Sud, mentre nel 2003 vinse il Criterium di Lamballe. L'undicesimo posto nel Grand Prix de Ouest-France 2004 sarà l'ultimo risultato prima del ritiro, avvenuto proprio al termine di quella gara.
A partire dal 2005 contribuisce all'organizzazione annuale di una ciclosportiva che porta il suo nome, La Jean-Cyril Robin, e che si disputa nei dintorni di Crossac, nel dipartimento della Loira Atlantica. Il denaro raccolto con le quote d'iscrizione viene destinato all'Association François Aupetit, fondazione impegnata nella ricerca sulla malattia di Crohn.

## Palmarès
- 1987 (allievi)

Campionati francesi, Prova in linea
- 1990 (dilettanti)

Tour du Cambresis
Classifica generale Boucles de la Mayenne
4ª tappa Tour du Limousin
- 1992

Grand Prix de la Ville de Rennes
Prix de Trégunc
3ª tappa Tour d'Armorique
- 1993

Route Adélie de Vitré
1ª tappa Tour d'Armorique
Classifica generale Tour d'Armorique
- 1995

5ª tappa Quattro giorni di Dunkerque
- 1999

1ª tappa Tour du Poitou-Charentes et de la Vienne
4ª tappa Trans Canada
- 2000

Prix du Léon

### Altri successi
- 1992

Classifica generale Coppa di Francia
- 1998

Ronde des Korrigans - Camors (criterium)
- 2003

Criterium di Lamballe

## Piazzamenti

### Grandi Giri
- Giro d'Italia

1994: 42º
1996: 9º
2001: non partito (14ª tappa)
- Tour de France

1992: 44º
1993: ritirato (11ª tappa)
1995: 22º
1996: ritirato (6ª tappa)
1997: 15º
1998: 6º
1999: 52º
2000: 19º
2001: 56º
2002: 32º
2004: 47º
- Vuelta a España

1995: ritirato (8ª tappa)
1997: ritirato (4ª tappa)

### Classiche monumento
- Milano-Sanremo

1998: 79º
- Parigi-Roubaix

1992: 75º
- Liegi-Bastogne-Liegi

1992: 69º
1996: 43º
1997: 50º
1999: 31º
2004: 120º
- Giro di Lombardia

1991: 33º
1999. 35º

### Competizioni mondiali
- Campionati del mondo su strada

1987 - In linea Juniores: 8º
1987 - Cronometro Juniores: 6º
Utsunomiya 1990 - In linea Dilettanti: 31º
Duitama 1995 - In linea: ritirato
Valkenburg 1998 - In linea: 60º
Verona 1999 - In linea: 3º
Plouay 2000 - In linea: 18º
Lisbona 2001 - In linea: 33º